# Listă de state istorice ale României
Înainte de unirea Țărilor Române, România a fost formate din diferite principate, voievodate, cnezate și alte entități politice. Următoarea este o listă a acestor state, de la întemeierea Regatului Dac de către Burebista și până în prezent.

## Antichitate
- Dacia (82 î.Hr. - 106)
- Dacia Romană (106 - 271), regiune a Imperiului Roman
- Dacia Aureliană (271 - 283), regiune a Imperiului Roman
- Dacia Mediterranea (283 - c. 602), regiune a Imperiului Roman, apoi a Imperiului Roman de Răsărit
- Dacia Ripensis (283 - c. 602), regiune a Imperiul Roman, apoi a Imperiului Roman de Răsărit
- Dioceza Dacia (337 - c. 602), regiune a Imperiul Roman, apoi a Imperiul Roman de Răsărit

## Evul Mediu
- Voievodatul lui Menumorut (fl. 896)
- Voievodatul lui Gelou (fl. 904)
- Voievodatul lui Glad (fl. 934)
- Jupanatul lui Dimitrie (fl. 943), posibil sub Primul Țarat Bulgar
- Jupanatul lui Gheorghe (fl. 943), posibil sub Primul Țarat Bulgar
- Voievodatul Maramureșului (sec. IX - 1402), posibil sub Regatul Ungariei
- Voievodatul lui Ahtum (fl. 1030)
- Voievodatul Transilvaniei (c. 1100 - 1541), din secolul XII sub Regatul Ungariei
- Țaratul Vlaho-Bulgar (1185 - 1396)
- Banatul Severinului (c. 1233 - 1524), sub Regatul Ungariei și Țara Românească
- Țara lui Bezerenbam (fl. 1241)
- Țara lui Mișelav (fl. 1241)
- Voievodatul lui Farcaș (fl. 1247), posibil sub Regatul Ungariei
- Voievodatul lui Ioan (fl. 1247), posibil sub Regatul Ungariei
- Voievodatul lui Seneslau (fl. 1247), posibil sub Regatul Ungariei
- Țara Litua (1247 - 1330), sub Regatul Ungariei
- Țara Românească (1330 - 1859), independentă și sub diverse imperii
- Moldova (1346 - 1859), independentă și sub diverse imperii
- Țara Amlașului (1368 - 1469), sub Țara Românească
- Țara Făgărașului (1368 - 1464), sub Țara Românească

## După epoca medievală
- Banatul de Lugoj-Caransebeș (1526 - 1658),  regiune a Regatului Ungariei
- Principatul Transilvaniei (1570 - 1711), sub Imperiul Otoman
- Pașalâcul Timișoara (1552 - 1716), regiune a Imperiului Otoman
- Pașalâcul Valahia (1595),  regiune a Imperiului Otoman
- Pașalâcul Oradea (1660 - 1692), regiune a Imperiului Otoman
- Marele Principat al Transilvaniei (1711 - 1867), regiune a Imperiului Austriac
- Banatul Craiovei (1718 - 1739), regiune a Imperiului Austriac
- Banatul Timișoarei (1718 - 1778), regiune a Imperiului Austriac
- Ducatul Bucovinei (1849 - 1918), regiune a Imperiului Austriac
- Voivodina Sârbească și Banatul Timișan (1849 - 1861), regiune a Imperiului Austriac
- Principatele Unite ale Moldovei și Țării Românești (1859 - 1862), sub Imperiul Otoman

## Post-unificare
- Principatele Unite Române (1862 - 1866), sub Imperiul Otoman
- Principatul României (1866 - 1881), sub Imperiul Otoman
- Regatul României (1881 - 1947)
- Republica Democratică Moldovenească (1917 - 1918)
- Republica Bănățeană (1918 - 1919)
- Republica Sovietică Socialistă Moldovenească (1940 - 1991), regiune a Uniunii Sovietice
- Republica Populară Română (1947 - 1965)
- Republica Socialistă România (1965 - 1989)

## State contemporane
- România
- Republica Moldova
- Transnistria